# Coenagrion dorothea
Coenagrion dorothea är en trollsländeart som beskrevs av Fraser 1924. Coenagrion dorothea ingår i släktet blå flicksländor, och familjen sommarflicksländor. Inga underarter finns listade i Catalogue of Life.